# Fernando Medina
Fernando Medina Maciel Almeida Correia (Porto, 10 de março de 1973) é um economista e político português.
Foi Presidente da Câmara Municipal de Lisboa, tendo sucedido a António Costa a 6 de abril de 2015. Foi reeleito nas eleições autárquicas de 2017, perdendo a maioria absoluta. Nas autárquicas de 2021, perdeu para Carlos Moedas, fechando assim um ciclo do Partido Socialista na capital portuguesa. Entre 2022 e 2024, assumiu as funções de Ministro das Finanças.

## Juventude e educação
Filho de Edgar Maciel Almeida Correia e de  Maria Helena Guimarães de Medina.
Licenciado em Economia pela Faculdade de Economia da Universidade do Porto, foi Vice-presidente da Associação de Estudantes dessa Faculdade e, em seguida, presidente da Federação Académica do Porto nos mandatos de 1995 e 1996. Completou ainda, no Instituto Superior de Economia e Gestão, o mestrado em Sociologia Económica.

## Carreira política
Aproximou-se do Partido Socialista aquando dos Estados Gerais para uma Nova Maioria, iniciativa de António Guterres, em 1995. Nos anos seguintes, já depois da vitória de Guterres nas legislativas, participa no Conselho Nacional de Educação. Inicia a sua vida profissional em 1998, como economista num instituto do Ministério do Trabalho, até que o ministro Eduardo Marçal Grilo o chama para consultor do Grupo de Trabalho do Ministério da Educação na Presidência Portuguesa da União Europeia, em 1999. É daí que vai, um ano depois, para o gabinete de António Guterres. Primeiro como assessor para as áreas da Educação e da Ciência, depois com a Economia, até à demissão do primeiro-ministro e líder socialista, em 2002. Em 2003 ingressou como economista na Agência para o Investimento e Comércio Externo de Portugal.
Em 2005, com o regresso do PS ao governo, José Sócrates nomeou-o Secretário de Estado do Emprego e da Formação Profissional, sendo Ministro do Trabalho José Vieira da Silva, onde se dedicou à reforma da Formação Profissional, à reforma do Código do Trabalho, ao primeiro Acordo de médio prazo sobre a evolução do salário mínimo nacional e ao lançamento e coordenação do programa Novas Oportunidades. Contrariando expetativas que, dentro e fora do PS o catapultavam para Ministro após as eleições legislativas de 2009, transitou com Vieira da Silva para o Ministério da Economia onde assumiu a Secretaria de Estado da Indústria e Desenvolvimento com responsabilidade de gestão dos fundos comunitários.
Eleito deputado em 2011 nas listas do PS de Sócrates foi vice-presidente do grupo parlamentar do PS, sendo líder da bancada Carlos Zorrinho. Durante esse período integrou a Comissão de Acompanhamento da Troika, representando a oposição socialista junto do Ministro das Finanças Vítor Gaspar.
Em 2013 o então Presidente da Câmara Municipal de Lisboa, António Costa, incluiu Fernando Medina, como número dois, na lista para a autarquia da capital, convite esse que foi interpretado como um sinal de que o presidente não ficaria até ao fim, visando assegurar que o leme de Lisboa continuaria em mãos socialistas (uma vez que o até aí número dois, Manuel Salgado, sendo oriundo da Esquerda, não era (nem é) militante do PS). Ao aceitar o convite, manifestou o seu afastamento face ao líder do seu partido, António José Seguro, e ao líder da bancada parlamentar, Carlos Zorrinho.
Tal como se especulava, António Costa viria a abandonar o mandato como presidente da Câmara de Lisboa — na sequência da sua eleição para secretário-geral do PS — e Medina assumiu o cargo de presidente da Câmara Municipal de Lisboa a 6 de abril de 2015.
Em 2017, Fernando Medina vence as eleições autárquicas e consagra-se novamente como Presidente da Câmara Municipal de Lisboa, embora não obtendo a maioria absoluta, com 42% dos votos. Fez depois uma coligação com o Bloco de Esquerda. Entre 2017 e 2021 foi presidente do conselho metropolitano da Área Metropolitana de Lisboa.
Em 2020, a mandado do Governo Português, foi intermediário das negociações com os grevistas de fome do movimento "Sobreviver a Pão e Água".
Em junho de 2021, Medina enfrentou pedidos de demissão como resultado da decisão de sua administração, em janeiro de 2021, de compartilhar com as autoridades russas as informações pessoais de pelo menos três dissidentes russos baseados em Lisboa. Medina respondeu rejeitando sua renúncia e, em vez disso, desculpando-se pelo que ele descreveu originalmente como um "erro burocrático". Posteriormente, as autoridades municipais admitiram que desde 2011 a prefeitura de Lisboa compartilhava regularmente informações pessoais de ativistas de direitos humanos, incluindo nomes, números de identificação, endereços de residência e números de telefone de vários regimes repressivos, incluindo Angola, China e Venezuela. O presidente português, Marcelo Rebelo de Sousa, qualificou a prática como "profundamente lamentável", e declarou que todos merecem que os seus direitos fundamentais sejam respeitados num país democrático.
A 30 de março de 2022, tomou posse como ministro das Finanças do XXIII Governo Constitucional, cessando funções em abril de 2024. Em março de 2024, foi eleito deputado à Assembleia da República nas listas do PS pelo círculo de Lisboa.

### Caso Tutti Frutti
Em maio de 2023, a CNN Portugal noticiou que o Ministério Público está investigando o suposto envolvimento de Medina no chamado Caso Tutti Frutti, durante o seu mandado enquanto Presidente da Câmara de Lisboa em 2017, com possíveis atos de corrupção, participação económica em negócio, financiamento proibido de partidos, prevaricação de titular de cargo político, tráfico de influências e abuso de poder, num alegado acordo com Duarte Cordeiro, então vice-presidente da Câmara Municipal de Lisboa, e Sérgio Azevedo, pela parte do PSD. Fernando Medina e Duarte Cordeiro negaram todas as suspeitas de qualquer pacto com o PSD no sentido de influenciar os resultados eleitorais.
No fim de julho de 2024 Fernando Medina foi formalmente constituído arguido no âmbito do processo "Tutti Frutti" por suspeita de crime de prevaricação quando era presidente da Câmara Municipal de Lisboa.
No início de fevereiro de 2025 o processo foi arquivado quanto a Fernando Medina, tendo ficado ilibado, o que motivou a seguinte reação do próprio: “tudo o que se especulou e caluniou foi arquivado”.

## Vida pessoal
É casado com Stéphanie Sá da Silva (filha do antigo ministro da Agricultura Jaime Silva), jurista, que foi directora jurídica da TAP (2014-2022).

## Condecorações
- Excelentíssimo Senhor Grã-Cruz da Ordem do Mérito Civil de Espanha (28 de Novembro de 2016)[16]

## Resultados Eleitorais

### Eleições Legislativas
| Data | Partido          | Partido | Circulo eleitoral | Posição    | Cl.     | Votos          | %              | +/-    | Status                            | Notas |
| ---- | ---------------- | ------- | ----------------- | ---------- | ------- | -------------- | -------------- | ------ | --------------------------------- | ----- |
| 2009 |                  | PS      | Beja              | 2.º (em 3) | 1.º     | 28 418         | 34,88 / 100,00 |        | Eleito                            |       |
| 2011 | Viana do Castelo | PS      | 1.º (em 6)        | 2.º        | 35 327  | 26,19 / 100,00 |                | Eleito |                                   |       |
| 2022 | Lisboa           | PS      | 5.º (em 48)       | 1.º        | 482 686 | 40,83 / 100,00 |                | Eleito | Ministro das Finanças (2022-2024) |       |
| 2024 | Lisboa           | PS      | 3.º (em 48)       | 1.º        | 365 838 | 27,73 / 100,00 |                | Eleito |                                   |       |

### Eleições Autárquicas

#### Câmara Municipal
| Data | Partido     | Partido | Concelho | Posição     | Cl.     | Votos          | %              | Status                         | Notas                                                                                      |
| ---- | ----------- | ------- | -------- | ----------- | ------- | -------------- | -------------- | ------------------------------ | ------------------------------------------------------------------------------------------ |
| 2013 |             | PS      | Lisboa   | 2.º (em 17) | 1.º     | 116 425        | 50,91 / 100,00 | Eleito                         | Vice Presidente da Câmara Municipal (2013-2015) Presidente da Câmara Municipal (2015-2017) |
| 2017 | 1.º (em 17) | PS      | Lisboa   | 1.º         | 106 037 | 42,00 / 100,00 | Eleito         | Presidente da Câmara Municipal |                                                                                            |
| 2021 |             | PS-L    | Lisboa   | 1.º (em 17) | 2.º     | 80 869         | 33,31 / 100,00 | Eleito                         | Renunciou ao cargo de vereador em 2021.                                                    |